# Francisco Villota
Francisco Villota y Baquiola (* 18. November 1873 in Madrid; † 7. Januar 1950 ebenda) war ein spanischer Pelotaspieler.

## Biografie
Francisco Villota war Kantabrier und kam aus Santander. Er nahm am einzigen Pelotawettbewerb in der Olympischen Geschichte teil. Durch einen Sieg gegen die beiden Franzosen Etchegaray und Maurice Durquetty bei den Olympischen Spielen 1900 in Paris wurde er mit seinem Partner José de Amézola Olympiasieger.
Neben dem Pelotaspiel war er auch Präsident des Euskal-Jai-Clubs in Madrid. Von 1908 bis 1910 war er bei der Organisation von Pelota-Turnieren in der spanischen Hauptstadt beteiligt. Er wurde als starker und muskulöser Mann beschrieben.